# Skarb ze Staffordshire
Skarb ze Staffordshire – skarb złotych przedmiotów z VII-VIII wieku odnaleziony 5 lipca 2009 roku na polu w hrabstwie Staffordshire. Jest to największe dotąd znalezisko archeologiczne tego typu z okresu anglosaskiego.
Ponad siedmiokilogramowy skarb znalazł za pomocą wykrywacza metalu 55-letni bezrobotny mieszkaniec hrabstwa i amator poszukiwania skarbów – Terry Herbert. Skarb zawiera około 1500 części uzbrojenia, łęki, przedmioty religijne i ozdoby, w tym minimum 84 głowice i 71 rękojeści mieczy, z których wiele jest wykonanych ze złota. Znaleziono też złoty pasek z łacińską inskrypcją biblijną z Księgi Liczb (Lb 10,35): Powstań Panie, a niech będą rozproszeni nieprzyjaciele twoi, a niech uciekają, którzy cię nienawidzą, przed obliczem twojem. Przedmioty zostały wstępnie datowane na VII-VIII wiek, powstały zapewne w królestwie Mercji. Wartość przedmiotów oszacowano na 3,285 miliona funtów, wstępnie oceniano je na jedynie milion funtów.
Do 13 października 2009 roku artefakty można było oglądać w Birmingham Museum & Art Gallery.